# Ajax TV
Ajax TV is een Nederlands televisieprogramma van voetbalclub Ajax dat tot augustus 2016 werd uitgezonden door Fox Sports Eredivisie. Sinds augustus 2016 is dit programma te zien op Ziggo Sport en op premiumzenders Ziggo Sport Select en Ziggo Sport Voetbal. In het programma staat het laatste nieuws, voor- en nabeschouwingen van wedstrijden, reportages en items rond de voetbalclub centraal.